# Dionys Jobst
Dionys Jobst (* 5. September 1927 in Teublitz; † 25. März 2017) war ein deutscher Politiker (CSU). Er war Bundesbahndirektor und vom 20. Oktober 1969 bis 26. Oktober 1998 (acht Wahlperioden) Mitglied des Deutschen Bundestages.

## Ausbildung und Kriegsdienst
Jobst war nach dem Besuch der Oberrealschule Flakhelfer, im Reichsarbeitsdienst und später in der Wehrmacht. Am 20. März 1944 beantragte er die Aufnahme in die NSDAP und wurde zum 20. April desselben Jahres aufgenommen (Mitgliedsnummer 10.116.768). Er wurde verwundet und geriet in Kriegsgefangenschaft. 1947 erlangte er das Abitur. Anschließend studierte Jobst an der Universität München bis 1950 Rechtswissenschaften und wurde dort 1954 zum Dr. jur. promoviert. Im darauffolgenden Jahr absolvierte er das zweite Staatsexamen.

## Abgeordnetentätigkeiten
Im Jahr 1969 wurde er für die Christlich-Soziale Union in Bayern (CSU) über ein Direktmandat des Bundestagswahlkreises Burglengenfeld für die CDU/CSU-Fraktion in den Bundestag gewählt. Dort war er langjährig Vorsitzender des Verkehrsausschusses, Präsident der Parlamentarischen Gruppe Bahn sowie Vorsitzender der Deutsch-Japanischen Parlamentariergruppe. Für letztere Tätigkeit wurde er 1990 mit dem japanischen Orden der Aufgehenden Sonne mit Schulterband ausgezeichnet.
1978 beantragte er im Bundestag, die Regierung solle Franz Beckenbauer von Cosmos New York für die Fußball-WM loseisen. Jobst bekannte sich später dazu, mit diesem nicht ernst gemeinten Antrag vor allem Schlagzeilen gemacht haben zu wollen. Im Jahr 1993 kam er erneut auf die Titelseiten der Feuilletons, als ihn die Bild im politischen Sommerloch mit seinem scherzhaften, jedoch von vielen missverstandenen Vorschlag, Mallorca für 50 Milliarden Mark als 17. Bundesland zu kaufen, unfreiwillig in die Schlagzeilen brachte.

## Außerparlamentarische Tätigkeiten
Während des Studiums war er Werkstudent. Nach seinem zweiten Staatsexamen arbeitete er bei der Regierung der Oberpfalz als Regierungsassessor, später war er juristischer Staatsbeamter beim Landratsamt. Seit 1956 war er bei der Deutschen Bundesbahn, zuletzt als Dezernent bei der Bundesbahndirektion Regensburg. Er saß ab 1983 im Aufsichtsrat von Erste Bayerische Basaltstein AG Steinmühle, im Verwaltungsrat der DSL Bank sowie im Vorstand der Freunde der Universität Tel Aviv. Jobst war Mitglied der Nordatlantischen Versammlung.

## Privates
Jobst war katholisch und lebte als Pensionär in Teublitz in der Oberpfalz. Er war verheiratet und hatte zwei Kinder.

## Ehrungen
- Verdienstkreuz am Bande des Verdienstordens der Bundesrepublik Deutschland (1978)
- Bayerischer Verdienstorden (1980)
- Verdienstkreuz 1. Klasse des Verdienstordens der Bundesrepublik Deutschland (1983)
- Großes Verdienstkreuz des Verdienstordens der Bundesrepublik Deutschland
- Orden der aufgehenden Sonne (Japan)
- Orden des Heiligen Schatzes mit Schulterband (Japan)
- Kreisehrenzeichen in Gold des Landkreises Cham
- Goldene Bürgermedaille der Stadt Teublitz
- Silberne Bürgermedaille der Stadt Burglengenfeld